# Кампос, Аролдо де
Аролдо де Кампос (порт.  Haroldo Eurico Browne de Campos, 19 августа 1929, Сан-Паулу — 16 августа 2003, Сан-Паулу) — бразильский поэт, переводчик и теоретик перевода, многогранный эссеист, влиятельнейшая фигура латиноамериканского авангарда.

## Биография
Учился в коллегии Сан-Бенто (Святого Бенедикта) в Рио-де-Жанейро, затем — на юридическом факультете университета Сан-Паулу. Опубликовал первую книгу в 1949 году. Основал в 1956 году группу «конкретной поэзии». После 1963 года двигался собственным путём — путём эпического и, вместе с тем, авангардистского поиска, неотделимого от рефлексии над языком и практики плюрилингвизма, включая интенсивную переводческую работу.
Преподавал в Католическом университете Сан-Паулу и университете Техаса в Остине.
Сотрудничал, дискутировал, вёл переписку с Карлхайнцем Штокхаузеном, Пьером Булезом, Маршаллом Маклюэном, Романом Якобсоном, Октавио Пасом, Хулио Кортасаром, Умберто Эко, Жаком Деррида, Северо Сардуем, Гильермо Кабрера Инфанте и др.

## Произведения

### Стихи
- Xadrez de Estrelas (1976)
- Signância: Quase Céu (1979)
- A Educação dos Cinco Sentidos (1985)
- Galáxias (1984)
- Crisantempo (1998)
- A Máquina do Mundo Repensada (2001)

### Теоретические статьи и эссе
- Metalinguagem: ensaios de teoria e crítica literária (1967)
- A arte no horizonte do provável, e outros ensaios (1969)
- Morfologia do Macunaíma (1973)
- A operação do texto (1976)
- Deus e o Diabo no Fausto de Goethe (1981)
- O arco-íris branco: ensaios de literatura e cultura (1997)

### Переводы
Переводил Ветхий Завет, Гомера, Данте, Гёте, С. Малларме, Дж. Джойса, Э. Паунда, Унгаретти, Ф. Понжа, О. Паса, Г. Айги, старую китайскую и японскую поэзию. Большой резонанс имел его теоретический манифест «Перевод как творчество и критика» (1962).

## Признание
Семикратный лауреат премии Жабути (1991, 1993, 1994, 1999, 2002, 2003, 2004). Лауреат премии Октавио Паса за эссеистику (1999). Почетный доктор Монреальского университета (1996).
После смерти поэта его библиотека из 35 тысяч томов стала основой культурного центра Casa das Rosas — Espaço Haroldo de Campos de Poesia e Literatura (см.: pt:Casa das Rosas).